# میلان راپاییچ
میلان راپاییچ (کرواتی: Milan Rapaić؛ زادهٔ ۱۶ اوت ۱۹۷۳) بازیکن فوتبال اهل کرواسی است. وی همچنین در تیم ملی فوتبال کرواسی بازی کرده‌است.